# Католицизм в Федеративных Штатах Микронезии
 Католицизм в Федеративных штатах Микронезии  или  Римско-Католическая церковь в Федеративных штатах Микронезии является частью вселенской Католической церкви.

## История
Католицизм стал проникать на полинезийские острова с середины XVII века. В 1668 году испанские иезуиты основали миссию на Гуаме, с которого стали распространять свою миссионерскую деятельность на ближайшие острова. В 1731 году иезуиты пытались основать свою миссию на Каролинских островах, которая завершилась неудачно. В 1827 году Римский папа Лев XII поручил монахам из монашеского ордена Святейшего Сердца Иисуса и Марии заниматься пастырской деятельностью в Микронезии. В 1832 году в Микронезию прибыл на постоянное жительство священник Дюмон д’Юрвиль.
В 1833 году Римский папа Григорий XVI учредил на Каролинских островах Апостольский викариат Западной Океании, который распространял свою юрисдикцию на Меланезию и Микронезию. Первым ординарием Апостольского викариата Западной Океании был священник из Франции Жан-Батист Помпалльер. В 1844 году Святым Престолом был образован Апостольский викариат Микронезии, который включал в себя Каролинские, Маршалловы и Гилберта острова. В середине 40-х годов католические миссионеры из-за трудных климатических условий покинули Микронезию.
В 1850 году Ватиканская Конгрегация пропаганды веры просила заниматься миссионерской деятельностью в Микронезии монахов из монашеской конгрегации Облаты Непорочной Девы Марии (OMI). В Микронезию прибыли несколько священников из Италии, но из-за сложной политической обстановки в 1853 году были вынуждены покинуть Микронезию.
В 1881 году в Микронезии была возобновлена миссионерская деятельность Римско-Католической церкви. Римский папа Лев XIII послал в Микронезию монахов из монашеской конгрегации «Братство Святого Сердца Иисуса».

## В настоящее время
Конституция Федеративных штатов Микронезии предусматривает свободу вероисповедания. Римско-Католическая церковь не сталкивается с препятствиями в своей деятельности со стороны правительства Федеративных штатов Микронезии.
Большую часть католиков в Федеративных штатах Микронезии в настоящее время составляют эмигранты с Филиппин.
23 апреля 1993 года Римский папа Иоанн Павел II образовал епархию Каролинских островов, юрисдикция которой включает Палау и Федеративные штаты Микронезии.
В 1890-х годах на острове Понпеи произошли межконфессиональные конфликты между католиками и протестантами, приведшие к разделению местного населения, которое сохраняется до нашего времени. Католики в основном проживают в восточной части острова, протестанты — в западной части.
Большинство жителей острова Косраэ составляют протестанты.
На островах Чуук и Яп католики составляют около 60 % местного населения.